# Đại dịch COVID-19 tại Monaco
Bài viết này ghi lại các tác động của Đại dịch COVID-19 tại Monaco và có thể không bao gồm tất cả các phản ứng và biện pháp hiện thời.

## Dòng thời gian
| COVID-19 tại Monaco () Tử vong Hồi phục Đang điều trị 20202021Thg 2Thg 3Thg 4Thg 5Thg 6Thg 7Thg 8Thg 9Thg 10Thg 11Thg 12Thg 1Thg 2Thg 3Thg 415 ngày gần nhất15 ngày gần nhất | COVID-19 tại Monaco () Tử vong Hồi phục Đang điều trị 20202021Thg 2Thg 3Thg 4Thg 5Thg 6Thg 7Thg 8Thg 9Thg 10Thg 11Thg 12Thg 1Thg 2Thg 3Thg 415 ngày gần nhất15 ngày gần nhất | COVID-19 tại Monaco () Tử vong Hồi phục Đang điều trị 20202021Thg 2Thg 3Thg 4Thg 5Thg 6Thg 7Thg 8Thg 9Thg 10Thg 11Thg 12Thg 1Thg 2Thg 3Thg 415 ngày gần nhất15 ngày gần nhất | COVID-19 tại Monaco () Tử vong Hồi phục Đang điều trị 20202021Thg 2Thg 3Thg 4Thg 5Thg 6Thg 7Thg 8Thg 9Thg 10Thg 11Thg 12Thg 1Thg 2Thg 3Thg 415 ngày gần nhất15 ngày gần nhất | COVID-19 tại Monaco () Tử vong Hồi phục Đang điều trị 20202021Thg 2Thg 3Thg 4Thg 5Thg 6Thg 7Thg 8Thg 9Thg 10Thg 11Thg 12Thg 1Thg 2Thg 3Thg 415 ngày gần nhất15 ngày gần nhất |
| --- | --- | --- | --- | --- |
| Ngày | Ngày | | Ca nhiễm | Tử vong |
| 2020-02-28 | 2020-02-28 | | 1(n.a.) | |
| ⋮ | ⋮ | | 1(=) | |
| 2020-03-10 | 2020-03-10 | | 2(+100%) | |
| 2020-03-11 | 2020-03-11 | | 2(=) | |
| 2020-03-12 | 2020-03-12 | | 3(+50%) | |
| 2020-03-13 | 2020-03-13 | | 7(+133%) | |
| 2020-03-14 | 2020-03-14 | | 9(+29%) | |
| ⋮ | ⋮ | | 9(=) | |
| 2020-03-18 | 2020-03-18 | | 12(+33%) | |
| 2020-03-19 | 2020-03-19 | | 18(+50%) | |
| 2020-03-20 | 2020-03-20 | | 18(=) | |
| 2020-03-21 | 2020-03-21 | | 20(+11%) | |
| 2020-03-22 | 2020-03-22 | | 22(+10%) | |
| 2020-03-23 | 2020-03-23 | | 23(+4,5%) | |
| 2020-03-24 | 2020-03-24 | | 23(=) | |
| 2020-03-25 | 2020-03-25 | | 26(+13%) | |
| 2020-03-26 | 2020-03-26 | | 32(+23%) | |
| 2020-03-27 | 2020-03-27 | | 33(+3,1%) | |
| 2020-03-28 | 2020-03-28 | | 35(+6,1%) | 1(n.a.) |
| 2020-03-29 | 2020-03-29 | | 36(+2,9%) | 1(=) |
| 2020-03-30 | 2020-03-30 | | 37(+2,8%) | 1(=) |
| 2020-03-31 | 2020-03-31 | | 40(+8,1%) | 1(=) |
| 2020-04-01 | 2020-04-01 | | 42(+5%) | 1(=) |
| 2020-04-02 | 2020-04-02 | | 46(+9,5%) | 1(=) |
| 2020-04-03 | 2020-04-03 | | 47(+2,2%) | 1(=) |
| 2020-04-04 | 2020-04-04 | | 50(+6,4%) | 1(=) |
| 2020-04-05 | 2020-04-05 | | 51(+2%) | 1(=) |
| 2020-04-06 | 2020-04-06 | | 53(+3,9%) | 1(=) |
| 2020-04-07 | 2020-04-07 | | 53(=) | 1(=) |
| 2020-04-08 | 2020-04-08 | | 56(+5,7%) | 1(=) |
| 2020-04-09 | 2020-04-09 | | 62(+11%) | 1(=) |
| 2020-04-10 | 2020-04-10 | | 62(=) | 1(=) |
| 2020-04-11 | 2020-04-11 | | 63(+1,6%) | 1(=) |
| 2020-04-12 | 2020-04-12 | | 63(=) | 1(=) |
| 2020-04-13 | 2020-04-13 | | 63(=) | 1(=) |
| 2020-04-14 | 2020-04-14 | | 63(=) | 1(=) |
| 2020-04-15 | 2020-04-15 | | 63(=) | 1(=) |
| 2020-04-16 | 2020-04-16 | | 64(+1,6%) | 1(=) |
| 2020-04-17 | 2020-04-17 | | 64(=) | 1(=) |
| 2020-04-18 | 2020-04-18 | | 64(=) | 1(=) |
| 2020-04-19 | 2020-04-19 | | 64(=) | 1(=) |
| 2020-04-20 | 2020-04-20 | | 64(=) | 1(=) |
| ⋮ | ⋮ | | 64(=) | 1(=) |
| 2020-04-23 | 2020-04-23 | | 64(=) | 1(=) |
| 2020-04-24 | 2020-04-24 | | 64(=) | 1(=) |
| 2020-04-25 | 2020-04-25 | | 64(=) | 1(=) |
| 2020-04-26 | 2020-04-26 | | 65(+1,6%) | 1(=) |
| 2020-04-27 | 2020-04-27 | | 65(=) | 1(=) |
| 2020-04-28 | 2020-04-28 | | 65(=) | 1(=) |
| 2020-04-29 | 2020-04-29 | | 65(=) | 1(=) |
| 2020-04-30 | 2020-04-30 | | 65(=) | 1(=) |
| ⋮ | ⋮ | | 65(=) | 1(=) |
| 2020-05-03 | 2020-05-03 | | 65(=) | 1(=) |
| 2020-05-04 | 2020-05-04 | | 65(=) | 1(=) |
| ⋮ | ⋮ | | 65(=) | 1(=) |
| 2020-05-10 | 2020-05-10 | | 66(+1,5%) | 1(=) |
| ⋮ | ⋮ | | 66(=) | 1(=) |
| 2020-05-23 | 2020-05-23 | | 69(+4,5%) | 1(=) |
| ⋮ | ⋮ | | 69(=) | 1(=) |
| 2020-05-28 | 2020-05-28 | | 69(=) | 1(=) |
| ⋮ | ⋮ | | 69(=) | 1(=) |
| 2020-06-20 | 2020-06-20 | | 70(+1,4%) | 1(=) |
| 2020-06-21 | 2020-06-21 | | 70(=) | 1(=) |
| 2020-06-22 | 2020-06-22 | | 70(=) | 1(=) |
| 2020-06-23 | 2020-06-23 | | 71(+1,4%) | 1(=) |
| ⋮ | ⋮ | | 71(=) | 1(=) |
| 2020-06-26 | 2020-06-26 | | 72(+1,4%) | 1(=) |
| ⋮ | ⋮ | | 72(=) | 1(=) |
| 2020-07-01 | 2020-07-01 | | 75(+4,2%) | 1(=) |
| ⋮ | ⋮ | | 75(=) | 1(=) |
| 2020-07-04 | 2020-07-04 | | 77(+2,7%) | 1(=) |
| ⋮ | ⋮ | | 77(=) | 1(=) |
| 2020-07-10 | 2020-07-10 | | 78(+1,3%) | 1(=) |
| ⋮ | ⋮ | | 78(=) | 1(=) |
| 2020-07-17 | 2020-07-17 | | 78(=) | 1(=) |
| ⋮ | ⋮ | | 78(=) | 1(=) |
| 2020-07-20 | 2020-07-20 | | 80(+2,6%) | 1(=) |
| 2020-07-21 | 2020-07-21 | | 81(+1,2%) | 1(=) |
| 2020-07-22 | 2020-07-22 | | 82(+1,2%) | 1(=) |
| 2020-07-23 | 2020-07-23 | | 83(+1,2%) | 1(=) |
| ⋮ | ⋮ | | 83(=) | 1(=) |
| 2020-07-27 | 2020-07-27 | | 84(+1,2%) | 1(=) |
| 2020-07-28 | 2020-07-28 | | 86(+2,4%) | 1(=) |
| ⋮ | ⋮ | | 86(=) | 1(=) |
| 2020-07-31 | 2020-07-31 | | 86(=) | 1(=) |
| 2020-08-01 | 2020-08-01 | | 86(=) | 1(=) |
| 2020-08-02 | 2020-08-02 | | 87(+1,2%) | 1(=) |
| 2020-08-03 | 2020-08-03 | | 89(+2,3%) | 1(=) |
| 2020-08-04 | 2020-08-04 | | 92(+3,4%) | 1(=) |
| 2020-08-05 | 2020-08-05 | | 93(+1,1%) | 1(=) |
| 2020-08-06 | 2020-08-06 | | 95(+2,2%) | 1(=) |
| 2020-08-07 | 2020-08-07 | | 96(+1,1%) | 1(=) |
| ⋮ | | | | |
| 2020-08-10 | 2020-08-10 | | 97(n.a.) | 1(n.a.) |
| 2020-08-11 | 2020-08-11 | | 99(+2,1%) | 1(=) |
| 2020-08-12 | 2020-08-12 | | 101(+2%) | 1(=) |
| ⋮ | ⋮ | | 101(=) | 1(=) |
| 2020-08-16 | 2020-08-16 | | 102(+0,99%) | 1(=) |
| ⋮ | ⋮ | | 102(=) | 1(=) |
| 2020-08-21 | 2020-08-21 | | 106(+3,9%) | 1(=) |
| 2020-08-22 | 2020-08-22 | | 108(+1,9%) | 1(=) |
| 2020-08-23 | 2020-08-23 | | 112(+3,7%) | 1(=) |
| 2020-08-24 | 2020-08-24 | | 115(+2,7%) | 1(=) |
| 2020-08-25 | 2020-08-25 | | 121(+5,2%) | 1(=) |
| 2020-08-26 | 2020-08-26 | | 122(+0,83%) | 1(=) |
| 2020-08-27 | 2020-08-27 | | 125(+2,5%) | 1(=) |
| 2020-08-28 | 2020-08-28 | | 125(=) | 1(=) |
| 2020-08-29 | 2020-08-29 | | 130(+4%) | 1(=) |
| 2020-08-30 | 2020-08-30 | | 131(+0,77%) | 1(=) |
| 2020-08-31 | 2020-08-31 | | 138(+5,3%) | 1(=) |
| 2020-09-01 | 2020-09-01 | | 140(+1,4%) | 1(=) |
| 2020-09-02 | 2020-09-02 | | 142(+1,4%) | 1(=) |
| 2020-09-03 | 2020-09-03 | | 143(+0,7%) | 1(=) |
| 2020-09-04 | 2020-09-04 | | 147(+2,8%) | 1(=) |
| 2020-09-05 | 2020-09-05 | | 147(=) | 1(=) |
| 2020-09-06 | 2020-09-06 | | 147(=) | 1(=) |
| 2020-09-07 | 2020-09-07 | | 153(+4,1%) | 1(=) |
| 2020-09-08 | 2020-09-08 | | 156(+2%) | 1(=) |
| 2020-09-09 | 2020-09-09 | | 161(+3,2%) | 1(=) |
| 2020-09-10 | 2020-09-10 | | 165(+2,5%) | 1(=) |
| 2020-09-11 | 2020-09-11 | | 168(+1,8%) | 1(=) |
| 2020-09-12 | 2020-09-12 | | 169(+0,6%) | 1(=) |
| 2020-09-13 | 2020-09-13 | | 171(+1,2%) | 1(=) |
| 2020-09-14 | 2020-09-14 | | 177(+3,5%) | 1(=) |
| 2020-09-15 | 2020-09-15 | | 178(+0,56%) | 1(=) |
| 2020-09-16 | 2020-09-16 | | 181(+1,7%) | 1(=) |
| 2020-09-17 | 2020-09-17 | | 186(+2,8%) | 1(=) |
| 2020-09-18 | 2020-09-18 | | 191(+2,7%) | 1(=) |
| 2020-09-19 | 2020-09-19 | | 192(+0,52%) | 1(=) |
| 2020-09-20 | 2020-09-20 | | 193(+0,52%) | 1(=) |
| 2020-09-21 | 2020-09-21 | | 195(+1%) | 1(=) |
| 2020-09-22 | 2020-09-22 | | 197(+1%) | 1(=) |
| 2020-09-23 | 2020-09-23 | | 199(+1%) | 1(=) |
| 2020-09-24 | 2020-09-24 | | 205(+3%) | 1(=) |
| 2020-09-25 | 2020-09-25 | | 208(+1,5%) | 2(+100%) |
| ⋮ | | | | |
| 2021-04-25 | 2021-04-25 | | 2.429(n.a.) | 31(n.a.) |
| Số ca: Số liệu từ báo cáo của Chính phủ Nguồn:Nguồn dữ liệu từ https://www.gouv.mc/                                                                                          | | | | |

Vào ngày 29 tháng 2, Monaco đã công bố trường hợp đầu tiên, một người đàn ông đến Trung tâm bệnh viện Princess Grace sau đó được chuyển đến Bệnh viện Đại học Nice ở Pháp.
Tính đến ngày 30 tháng 12 năm 2023, Monaco ghi nhận 17,181 trường hợp mắc COVID-19 và 67 trường hợp tử vong.